# Microdrosophila urashimae
Microdrosophila urashimae är en tvåvingeart som beskrevs av Toyohi Okada 1960. Microdrosophila urashimae ingår i släktet Microdrosophila och familjen daggflugor. Inga underarter finns listade i Catalogue of Life.